# Boldyn Sajnbajar
Boldyn Sajnbajar (ur. 24 lutego 1979) – mongolski zapaśnik w stylu wolnym. Zajął 17. miejsce na mistrzostwach świata w 2005. Siódmy w igrzyskach azjatyckich w 2002. Zdobył brązowy medal mistrzostw Azji w 2005. Trzeci na uniwersyteckich mistrzostwach świata w 2006 roku.